# タカサゴイチビ
タカサゴイチビ（高砂莔麻、学名：Abutilon indicum）は、アオイ科イチビ属（アブチロン属）の多年草・亜低木。別名シマイチビ。インド原産。近縁種のイチビと同様、かつては繊維植物などの用途で栽培されたが、現在では主に帰化植物・雑草として知られる。

## 特徴

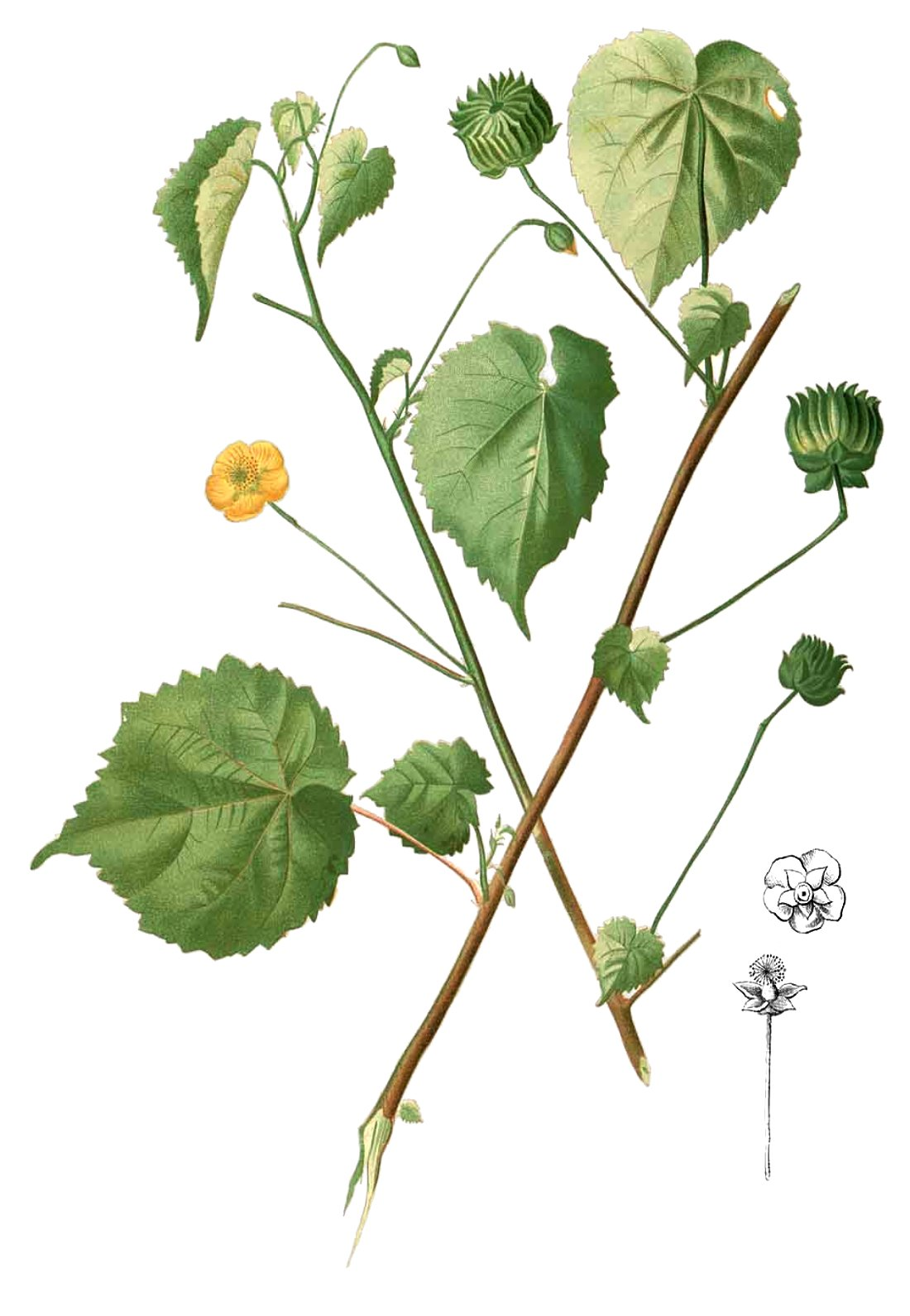
『Flora de Filipinas』の図版より（1880年代）

### 形態
高さは0.5m～2.5m。多年生で基部は木化する。葉は長さ・幅とも5～12cmのハート形、縁は全縁またはふぞろいな鋸歯があり、葉の両面に毛が密生する。花は葉腋から単生し、径2cmほど、色は黄色～橙黄色。果実は径2cmほど、15～22の分果が車輪状に並んでおり、背面に棘状の突起がある。

### 分布
インド原産で、アジアの熱帯～亜熱帯に広く分布。亜種では分布域が異なる（後述）。日本では奄美群島以南に帰化している。

### 利用
イチビ同様に繊維植物として利用されてきた。詳しい利用方法はイチビ項を参照のこと。また、インドでは種子からの採油や、若芽を食用にも用いる。

## 亜種・近縁種
亜種
- タイワンイチビ（Abutilon indicum subsp. guineense）[6] - 世界中の熱帯に分布。日本では奄美群島以南と小笠原諸島に帰化し、基準亜種のタカサゴイチビよりよく見られる[4]。
- サキシマイチビ（Abutilon indicum subsp. albescens）[7] - 宮古列島・八重山列島、台湾、フィリピン、インドネシア、メラネシア、オーストラリアに分布[4]。

近縁種
- イチビ（Abutilon theophrasti）[8] - 同じく繊維植物として古くから栽培されてきた同属種。タカサゴイチビとの識別は、イチビが一年草なのに対しタカサゴイチビは多年草で基部が木化する点や、蒴果の分室の数がイチビは12～16個程度なのに対しタカサゴイチビは15～22個と多い[4]点などが目安となる。